# جایزه بزرگ آفریقای جنوبی ۱۹۷۰
جایزه بزرگ آفریقای جنوبی ۱۹۷۰ (انگلیسی: ‎1970 South African Grand Prix‎) یک مسابقهٔ موتوری در رشتهٔ اتومبیل‌رانی فرمول یک بود که در تاریخ ۷ مارس ۱۹۷۰ در کیالامی واقع در میدراند، خاوتنگ، آفریقای جنوبی برگزار شد. این گراند پری در میان ۱۳ گراند پری در فصل ۱۹۷۰، مسابقهٔ شمارهٔ ۱ بود.
در این مسابقه که در ۸۰ دور و به مسافت ۳۲۸٫۳۲۰ کیلومتر (۲۰۴٫۰۰۹ مایل) برگزار شد، پول پوزیشن توسط جکی استوارت کسب شد و سریع‌ترین زمان برای طی یک دور پیست که برابر با ۱:۲۰٫۸ بود نیز به‌طور مشترک توسط جان سرتیز و جک برابام به‌ترتیب در دورهای ۶ و ۷۱ به ثبت رسید.
جک برابام از تیم برابام-فورد، دنی هیولم از تیم مک‌لارن-فورد و جکی استوارت از تیم مارچ-فورد به‌ترتیب مقام‌های اول تا سوم مسابقه را کسب کردند.

## رده‌بندی قهرمانی پس از مسابقه
| جایگاه | راننده         | امتیاز |
| ------ | -------------- | ------ |
| ۱      | جک برابام      | ۹      |
| ۲      | دنی هیولم      | ۶      |
| ۳      | جکی استوارت    | ۴      |
| ۴      | ژان-پیر بلتویز | ۳      |
| ۵      | جان مایلز      | ۲      |
| منبع:  |                |        |

| جایگاه | سازنده      | امتیاز |
| ------ | ----------- | ------ |
| ۱      | برابام-فورد | ۹      |
| ۲      | مک‌لارن-فورد | ۶      |
| ۳      | مارچ-فورد   | ۴      |
| ۴      | ماترا       | ۳      |
| ۵      | لوتوس-فورد  | ۲      |
| منبع:  |             |        |

یادداشت
- تنها پنج جایگاه نخست از هر رده‌بندی نمایش داده شده‌است.